# Dornauberg-Ginzling
Dornauberg-Ginzling, oft nur Ginzling genannt, ist ein Dorf im Bezirk Schwaz in Tirol, der zum Teil zur Gemeinde Mayrhofen und zum Teil zur Gemeinde Finkenberg gehört. Die Siedlung ist ganzjährig vom Tourismus geprägt.

## Geographie
Dornauberg-Ginzling liegt auf 985 m ü. A. im Zemmtal bei der Einmündung des Floitengrunds. Der Teil westlich des Zemmbachs gehört als Fraktion Dornauberg zur Gemeinde Finkenberg, der östliche Teil ist als Dorf Ginzling Teil der Gemeinde Mayrhofen. Der Zemmbach, der in den Ziller entwässert, bildet nicht nur die Gemeinde-, sondern auch die Diözesangrenze (der Westen gehört zur Diözese Innsbruck, der Osten zur Erzdiözese Salzburg).
Der Ort ist Endpunkt der Zillertalstraße, die hier in die private, mautpflichtige Schlegeis-Alpenstraße übergeht. Von Ginzling aus kann man das Pfitscher Joch erreichen (ab dem Schlegeisspeicher zu Fuß oder mit dem Fahrrad). Ginzling hat einen eigenen Ortsvorstand (Rudolf Klausner) und eine eigene Postleitzahl (6295).

## Geschichte
Siedlungsspuren im Zemmtal und Flurnamen wie Zams, Zemm oder Floite gehen in die vorrömische Zeit zurück. Die ersten Siedler waren vermutlich Senner, die von Süden mit ihrem Vieh über das Pfitscher Joch kamen. Im 13. und 14. Jahrhundert wurden Schwaighöfe angelegt. Diese dem Grundherrn unterstellten Höfe waren dauernd besiedelt und betrieben hauptsächlich Vieh- und Milchwirtschaft. Einer dieser Schwaighöfe wird 1450 als Dornauberg erwähnt, ein anderer um 1600 als Günzling. Ab dem 17. Jahrhundert, während der Kleinen Eiszeit, wurden die Schwaighöfe aufgelassen und nur im Sommer als Almen und Asten bewirtschaftet. Ginzling wurde später wiederum zur Dauersiedlung. Neben der Viehwirtschaft boten der Abbau von Mineralien wie Granat, ein fürstliches Jagdrevier im Floitengrund und der Gunggl und der bescheidene Handel auf dem Saumweg über das Pfitscher Joch weitere Verdienstmöglichkeiten.
1833 wurden in Dornauberg ein Kirchlein, eine Schule und ein Friedhof errichtet. 1838 wurde Dornauberg zur Expositur erhoben und erhielt einen eigenen Kuraten. Aufgrund des Bevölkerungswachstums entschloss man sich 1850, eine neue Kirche zu bauen, die insbesondere vom Dekan von Zell am Ziller, Ignaz Huber, gefördert wurde. Am 3. Oktober 1854 weihte der Salzburger Erzbischof Maximilian Joseph von Tarnóczy die neue Kirche der Himmelfahrt Mariens.
Gegen Ende des 19. Jahrhunderts wurde Ginzling zu einem Zentrum des Bergsteigertourismus. Hier waren mehr Bergführer stationiert als in allen umliegenden Dörfern zusammen und insbesondere die Berliner Hütte wurde zum vielbesuchten Ziel und Ausgangspunkt für Wanderungen und Klettertouren. 1927 wurde begonnen, die Verbindung nach Dornauberg-Ginzling als Fahrstraße auszubauen, ab 1930 gab es einen regelmäßigen Postverkehr zwischen Mayrhofen und Ginzling. Im Zuge der Kraftwerksbauten wurde die Straße von 1964 bis 1966 für den Schwerverkehr ausgebaut und der Harpfnerwandtunnel errichtet.
Seit 1971 hat Dornauberg-Ginzling ein eigenes Ortsstatut und eine eigene Ortsvorstehung.
Im Juli 2008 war Ginzling Gründungsort und eines der ersten 17 Mitglieder der ÖAV-Initiative Bergsteigerdörfer.

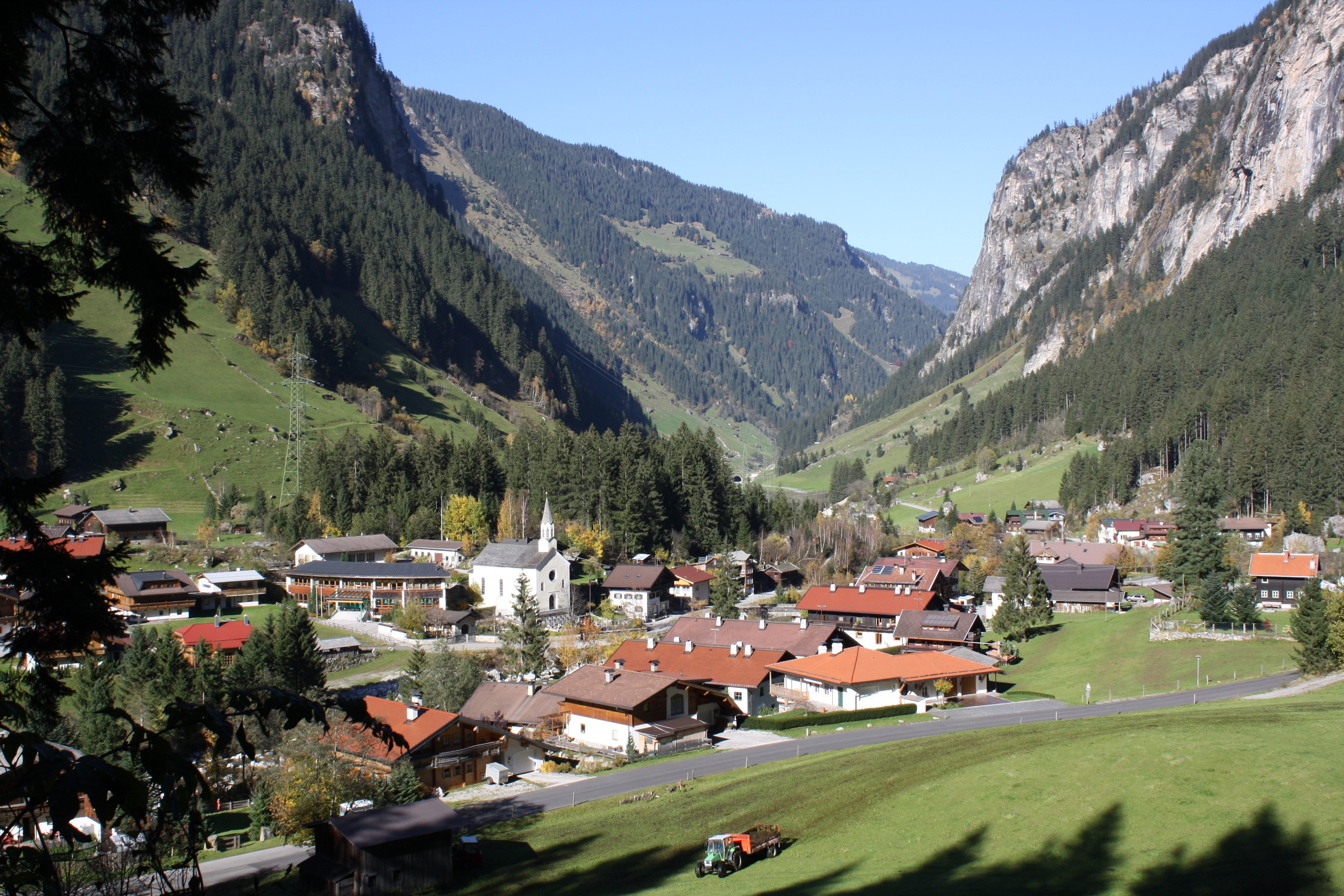
Ginzling im Herbst 2012

## Kultur und Sehenswürdigkeiten
- Katholische Pfarrkirche Dornauberg Mariä Himmelfahrt

## Persönlichkeiten
- Hannes Obererlacher (* 1962), österreichischer Biathlet
- Willi Kröll (* 1949), ehemaliges Mitglied der Band (Zillertaler) Schürzenjäger
- Richard Kröll (1968–1996), österreichischer Skirennläufer

## Sicherheit
Bergrettung Ginzling  Freiwillige Feuerwehr Ginzling - Dornauberg